# Józef Aleksander Mrokowski
Józef Aleksander Mrokowski herbu Ślepowron – miecznik warszawski w 1755 roku, podstarości i sędzia grodzki czerski w 1745 roku, burgrabia czerski w 1744 roku.

## Życiorys
Syn Andrzeja i Anny Trzebińskiej. Żonaty z Jadwigą Baranowską i Zofią Przyłuską secundo voto Bombekową. Z pierwszą żoną miał syna Tadeusza.
Poseł ziemi czerskiej na sejm konwokacyjny 1764 roku. Konsyliarz konfederacji Czartoryskich w 1764 roku.